# Линдскуг, Александер
Эрик Ларс Александер Хеден Линдскуг (швед. Erik Lars Alexander Hedén Lindskog; род. 18 января 2004, Карлскуга, Эребру) — шведский футболист, защитник «Дегерфорса».

## Клубная карьера
Начал заниматься футболом в «Карлскуге» из своего родного города. В 2019 году провёл пять матчей за взрослую команду клуба в четвёртом шведском дивизионе. В 15-летнем возрасте перешёл в академию «Дегерфорса», где выступал за юношеские команды различных возрастов, а также регулярно тренировался с основной командой. В конце декабря 2022 года подписал с клубом первый профессиональный контракт, рассчитанный на три года. Первую игру за основной состав провёл 22 августа 2023 года в матче второго раунда кубка Швеции против «Катринехольма», выйдя на игру в стартовом составе. Через пять дней во встрече с «Юргорденом» дебютировал в чемпионате Швеции, заменив на 84-й минуте Абделькарима Маммара.

## Клубная статистика
| Выступление      | Выступление      | Выступление      | Лига | Лига | Кубки | Кубки | Конт. кубки | Конт. кубки | Итого | Итого |
| Клуб             | Лига             | Сезон            | Игры | Голы | Игры  | Голы  | Игры        | Голы        | Игры  | Голы  |
| ---------------- | ---------------- | ---------------- | ---- | ---- | ----- | ----- | ----------- | ----------- | ----- | ----- |
| Карлскуга        | Дивизион 4       | 2019             | 5    | 0    | 0     | 0     | 0           | 0           | 5     | 0     |
| Карлскуга        | Итого            | Итого            | 5    | 0    | 0     | 0     | 0           | 0           | 5     | 0     |
| Дегерфорс        | Алльсвенскан     | 2023             | 1    | 0    | 1     | 0     | 0           | 0           | 2     | 0     |
| Дегерфорс        | Итого            | Итого            | 1    | 0    | 1     | 0     | 0           | 0           | 2     | 0     |
| Всего за карьеру | Всего за карьеру | Всего за карьеру | 6    | 0    | 1     | 0     | 0           | 0           | 7     | 0     |